# Raisz János
Raisz János, névváltozat: Rajz (Kapnikbánya, 1830. október 1. – Budapest, 1882. szeptember 11.) színész.

## Életútja
1848-ban honvédtüzértiszt volt. 1850-ben lépett a színipályára, Tóth Istvánnál. Később Rajz néven szerepelt. Játszott Follinus Jánosnál, Hubay Gusztáv társulatában, majd utolsó szerződése Völgyi Györgyhöz kötötte. 1882. szeptember 11-ig működött. Ekkor hunyt el, a budai irgalmasok kórházában. A Hölgyfutár 1863. április 25-i száma ezt írja róla: "Egy közép tehetségű fiatal színészt Rajz Jánost, ki önhitségében felül képzeli magát minden bírálaton, a közönségnek nehány vásott tagja virágbokrétával üldözte el színpadunkról. Kiléptekor mindannyiszor egy-egy bokrétát dobtak neki, természetesen, mint segédszinésznek, szerepei e kitüntetést nem engedék meg a nélkül, hogy a végén nevetségesé ne váljék. S igy a nagy megtiszteltetés végre kiábrándította önhittségéből."

## Magánélete
Neje Keresztesi Amália színésznő volt. Gyermekük Rajz Sándor Károly (Nagytapolcsány, 1880. június 5. – Komárom, 1882. március 2.).

## Főbb szerepei
- Szerafin (Dalos Pista)
- Nagy Jancsi (Nagyapó)
- Kelendi (Pünkösdi királynő)
- Szellemfi (Liliomfi)
- Ugri Miska (Mama)

## Működési adatai
1855: Hetényi József; 1856: Hetényi–Molnár Györgynél; 1857: Debrecen és Nagyvárad; 1860: Nagyvárad; 1860–63: Kolozsvár; 1866: Szeged; 1869–1873: Szabadka, Kecskemét, Miskolc; 1873: Némethy Györgyné; 1874–75: Szolnok; 1876: Szeged (?); 1878–82: Völgyi György.